# Посредник (фильм, 1976)
«Посредник» (бенг. জনঅরণ্য, Jana Aranya) — фильм-драма 1976 года индийского режиссёра Сатьяджита Рая. Это последний фильм из трилогии о Калькутте, в которую также входят фильмы «Противник» и «Компания с ограниченной ответственностью» (оба 1971).

## Сюжет
После нескольких месяцев безработицы, недавний выпускник колледжа Сомнатх становится посредником, выполняющим заказы за небольшую комиссию. Для того, чтобы получить крупный заказ от очередного клиента, Сомнатх должен заказать тому проститутку. После долгих колебаний Сомнатх, с помощью мистера Миттира, все же объезжает несколько мест и находит подходящую девушку, однако она оказывается сестрой его друга Сукумара. Сомнатх уговаривает девушку отказаться от этой работы, но та не слушает его и Сомнатх привозит её к клиенту. Сомнатх получает заказ и свои деньги, но в душе остаётся несчастным человеком.

## В ролях
| Актёр              | Роль                              |
| ------------------ | --------------------------------- |
| Прадип Мухерджи    | Сомнатх                           |
| Сатья Бандиопадхяй | отец Сомнатха                     |
| Лили Чакраварти    | Камала                            |
| Гаутам Чакраварти  | Сукумар друг Сомнатха             |
| Утпал Дутт         | Бисуда                            |
| Бималь Чаттерджи   | Адок                              |
| Кальян Чаттерджи   | друг Сомнатха                     |
| Дипанкар Дэй       | Бхомбол                           |
| Сантош Дутта       | Хиралал                           |
| Роби Гош           | Натабар Миттир                    |
| Судесна Дас        | Кауна aka Джутика сестра Сукумара |
| Апарна Сен         | бывшая подруга Сомнатха           |
| Арати Баттахаря    | миссис Гангули                    |

## Награды и номинации
| Награды и номинации | Награды и номинации             | Награды и номинации | Награды и номинации | Награды и номинации |
| Год                 | Награда                         | Категория           | Номинирован(а)      | Итог                |
| ------------------- | ------------------------------- | ------------------- | ------------------- | ------------------- |
| 1976                | Национальная кинопремия (Индия) | Лучший режиссёр     | Сатьяджит Рай       | Победа              |